# Hamdan bin Zayed Al Nahyan
Hamdan bin Zayed Al Nahyan (in arabo حمدان بن زايد بن خليفة آل نهيان‎?; 1881 – 22 agosto 1922), è stato emiro di Abu Dhabi dal 1912 al 1922.

## Biografia
Hamdan bin Zayed nacque nel 1881.
Fu il secondo figlio di Zayed I a governare Abu Dhabi. Il figlio maggiore di Zayed, Khalifa, non era interessato a succedere al padre e così Hamdan, il quinto figlio di Zayed, prese il potere. Il quarto, Saqr, avrebbe regnato dopo la morte del fratello minore Hamdan e del suo successore Sultan II).
Il suo ruolo era impopolare all'interno della famiglia dominante, poiché aveva interrotto le sovvenzioni normalmente pagate ai membri della famiglia. Si diceva anche che avesse interrotto le relazioni commerciali di Abu Dhabi. La popolazione dell'emirato era violentemente anti-wahhabita in quanto una serie di incursioni ad al-Buraymi avevano contribuito a rendere impopolare il wahhabismo. Nonostante questo Hamdan mandò una missione per incontrare Abd al-Aziz a Riad.
Hamdan supervisionò la continuazione del crollo dell'autorità che aveva seguito il lungo regno e la morte del suo potente padre. A Liwa e al-Buraymi scoppiarono combattimenti tra le tribù beduine, con i Manasir e i Banu Yas che combattevano una confederazione meridionale composta dalle tribù Awamir, Duru e Al Bu Shamis. Alleato dei wahhabiti, Hamdan riuscì a mediare una difficile tregua.
Nell'agosto del 1922, Hamdan fu ucciso da suo fratello minore, Sultan. Gli altri due figli di Zayed erano in disaccordo con l'omicidio e si allontanarono. La città di Abu Dhabi stava diventando disordinata mentre emersero delle fazioni nella confusione conseguente all'omicidio. Più tardi il fratello di Hamdan vendicò l'omicidio di suo fratello e uccise Sultan, divenendo in seguito il sovrano di Abu Dhabi.
Sultan ereditò l'instabile reame che Hamdan aveva a malapena pacificato e lo gettò in una serie di guerre e focolai di pace che perseguitarono il suo dominio.
La figlia di Hamdan, Latifa, fuggì a Dubai dopo l'omicidio del padre e in seguito sposò lo sceicco Rashid bin Saeed Al Maktoum. Fu la madre dell'attuale sovrano di Dubai, lo sceicco Mohammed bin Rashid Al Maktoum.